# Unter Ulmen
Unter Ulmen war eine Personalityshow auf dem Musiksender MTV Germany. Sie lief von April 2000 bis Januar 2003. Moderiert wurde die Sendung von Schauspieler und Entertainer Christian Ulmen.

## Inhalt
Allgemein
Die Show lebte hauptsächlich von Ulmens humoristischen Sprüchen, Beiträgen und Videos. Auch seine komischen Aktionen und Tätigkeiten während der Moderation waren ein besonderes Markenzeichen dieser Sendung.
Begrüßungssatz
Christian Ulmen begrüßte in jeder Sendung die Zuschauer mit dem traditionellen Satz:
„Hallo, mein Name ist Christian Ulmen, Ich bin Moderator und deshalb dazu verpflichtet, euer Freund zu sein. Kommt, wir spielen!“
Die Randgruppen
Bestandteil waren unter anderem seine sogenannten Randgruppen.
Christian Ulmen hatte Personen eingeladen, die in einer gewissen Art und Weise einen Eindruck als Außenseiter machten. Diese durften dann während der Sendung im Studio Platz nehmen und die komplette Sendung verfolgen.
Später wurden diese Randgruppen nur noch per Videokonferenz zugeschaltet, bis sie nachher komplett aus dem Programm verschwanden.
Einspieler
Im Laufe der Sendung zeigte Ulmen 2- bis 3-minütige selbstgedrehte Ausschnitte als Einspieler. Er schlüpfte meistens in eine bestimmte bizarre Rolle (zum Beispiel als Küken verkleidet), um ahnungslose Passanten damit zu konfrontieren. Hierbei wirkte stellenweise auch Regisseur und Redaktionsleiter Jörg Diernberger vor der Kamera mit, der oftmals an der Seite von „Tweety“ in schottischer Trachtenkleidung auftrat. Die Einspieler waren angelehnt an die im gleichen Jahr erschienene britische Sendung Trigger Happy TV
Unter Ulmen Politik
Später im Jahr 2002 kam es unter anderem auch zu sogenannten „Unter Ulmen Politik“-Sendungen. Er unterhielt sich dabei mit bekannten Politikern wie Joschka Fischer und Franz Müntefering.
Gäste
Ulmen hatte auch andere bekannte Menschen, meist aus der Musikbranche, in die Sendung eingeladen. Darunter die deutschen Musiker Xavier Naidoo, Laith Al-Deen, den Rapper Kool Savas, sowie die zwei deutschen Popgruppen MIA. und die Sportfreunde Stiller.
Besonderes
In einer Folge moderierte Ulmen zusammen mit seinem „Bruder“ Christoph, der von Ulmen selbst gespielt wurde.

## Aussehen der Studios
Unter Ulmen wurde in zwei verschiedenen Studios gedreht. Das erste Studio war ein kellerähnlicher Raum mit einem Ledersessel, einem Schreibtisch und mehreren Monitoren, das kurz vor dem Wechsel ins neuere Studio von Christian Ulmen mit einem Baseballschläger eigenhändig zertrümmert wurde. Die beschädigten Einzelteile des Sets wurden bei dem Internetauktionshaus Ebay angeboten und verkauft.
Im neuen Studio moderierte Ulmen vor dem Abbild einer Mondlandschaft.
An der Studiodecke war eine Kamera montiert, die Christian Ulmen aus ungewöhnlichen Perspektiven zeigen konnte.

## Ende der Sendung
MTV strahlte kurz vor der Absetzung nur noch Best-Of-Sendungen aus. Im Herbst 2002 verzichtete man schon auf die Produktion neuer Einspieler, da Christian Ulmen sich bereits auf den Dreh des Kinofilms „Herr Lehmann“ konzentrierte. Im Frühjahr 2003 wurde die Sendung dann ein letztes Mal ausgestrahlt. Er verabschiedete sich von seinem Publikum mit den Worten: „Tja … das war die letzte Folge von Unter Ulmen … und ich … ich mach jetzt was anderes. Aber wir sehen uns wieder! Bis dann!“ Ulmen kommentierte die Beendigung des Formats mit den Worten: „Das war Nachlassen der Leidenschaft und dann muss man ehrlicherweise auch damit aufhören. Sonst wird es schlecht. Die Routine war da und ich war gelangweilt.“